# Parungpanjang
Parungpanjang is een bestuurslaag in het regentschap Lebak van de provincie Banten, Indonesië. Parungpanjang telt 4118 inwoners (volkstelling 2010).